# 青得里镇
青得里镇，是中华人民共和国新疆维吾尔自治区博尔塔拉蒙古自治州博乐市下辖的一个乡镇级行政单位。
2016年7月13日，新疆维吾尔自治区人民政府批复同意撤销青得里乡建制，设立青得里镇。

## 行政区划
青得里镇下辖以下地区：
克尔根卓村、托郭生布呼村、托郭生布呼新村、托郭生布呼东村、克日木村、顾里木图村、新博新村、道尔克顾里木图村、冬都顾里木图村、巴勒特合村、青得里中村、昂崩那巴村、崩很特村、郭木布呼村、夏布尔塔村、均浩特呼尔村、塔木很赞根村、定吉格村、阿里翁白新村、乃仁布拉格村、塔布勒村、祖木墩村、克尔根卓牧业村和顾里木图牧业村。